# البابا فالنتين
فالنتين هو البابا رقم 100 في قائمة باباوات الكنيسة الكاثوليكية انتخب يوم 31 أغسطس عام 827 وتوفي يوم 10 أكتوبر 827 أي بعد أربعين يوماً تقريباً. وما حدث في عهده لم يكن سوى أن العرب المسلمون قد فتحوا جزيرة صقلية الواقعة جنوب إيطاليا حالياً حيث أنه لم يجلس في الكرسي الرسولي سوى خمسة أسابيع تقريباً